# Black Knight (satelit)

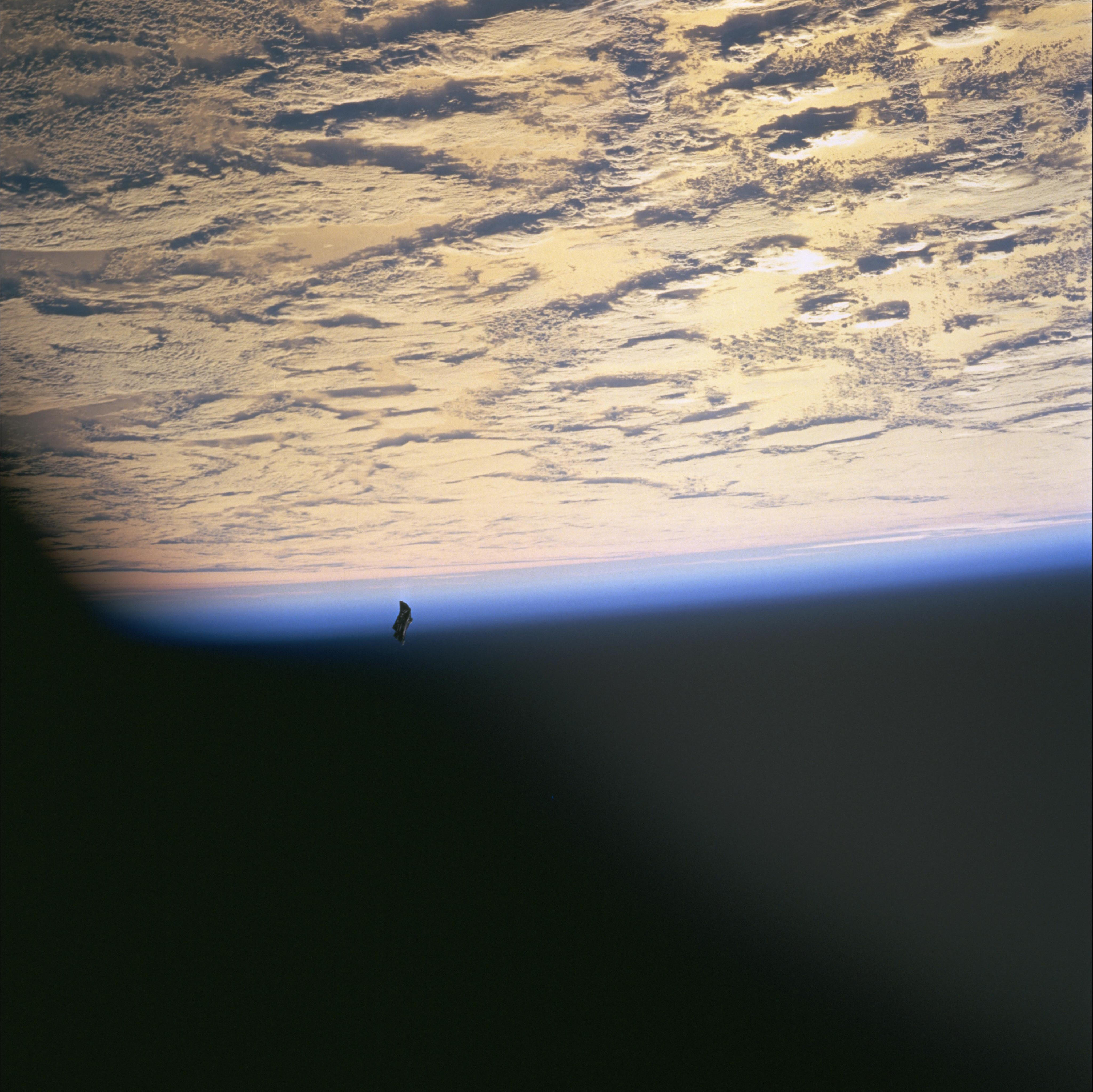

Black Knight este un pretins obiect care orbitează în jurul Pământul aproape de latitudinile polare, despre care ufologii și autorii conspiraționiști consideră că ar avea o vechime de aproximativ 13.000 de ani și o origine extraterestră. Cu toate acestea, este mai probabil ca Black Knight să fie rezultatul unei contopiri a unui număr de istorii neînrudite.

## Istorii
Unii autori susțin că există o legătură între Ecoul lung întârziat și rapoartele lui Nikola Tesla precum că acesta ar fi „prins” un semnal radio ce se repeta în 1899, despre care el a considera că a provenit din spațiu. „Satelitul” apare pentru prima dată în atenția publică în 1954, când în ziarele, St Louis Post Dispatch și San Francisco Examiner au fost relatate „istorii” atribuite cercetătorului de OZN-uri Donald Keyhoe menționând că Forțele Aeriene ale SUA au raportat ca au detectat doi sateliți pe orbita Pământului. Ulterior, în acea perioadă (anii 1950) fiind lansați primii sateliți artificiali de către om.
În februarie 1960 a existat un alt raport al Marinei SUA care a detectat un „întuneric”, obiectul se rostogolea într-o orbită înclinată la 79° față de ecuator, cu o perioada orbitală de 104.5 minute. Orbita sa a fost, de asemenea, foarte excentrică, cu un apogeu de 1.728 km și un perigeu de numai 216 km.
În 1973 scriitorul scoțian Duncan Lunan a analizat date de la cercetătorii de radio norvegieni, ajungând la concluzia că a produs o diagramă stelară subliniind totodată calea către Epsilon Boötis, o stea dublă în constelația Boarul. Ipoteza Lunan a fost că aceste semnale au fost transmise de către un obiect de 12.600 ani vechime, situat la unul din punctele Lagrange ale Pământului. Lunan mai târziu a constatat că analiza sa a fost bazată pe date eronate și a retras-o, și în cel mai scurt timp a atribuit-o obiectului ce „orbitează” neidentificat.
Un obiect fotografiat în 1998 în timpul misiunii STS-88 a fost pe larg revendicat că ar fi acest „artefact extraterestru”. Cu toate acestea, este mult mai probabil că fotografiile pe care este surprins să fie o pătură termică, care a fost pierdută în timpul unei AEV. De asemenea, oamenii care analizează aceste imagini au sugerat că ar putea fi nava spațială Pakal, o navă Mayană despre care a scris pseudoarheologul controversat Erich von Daniken.